# Prasinocyma solida
Prasinocyma solida là một loài bướm đêm trong họ Geometridae.